# Abdou Kolley

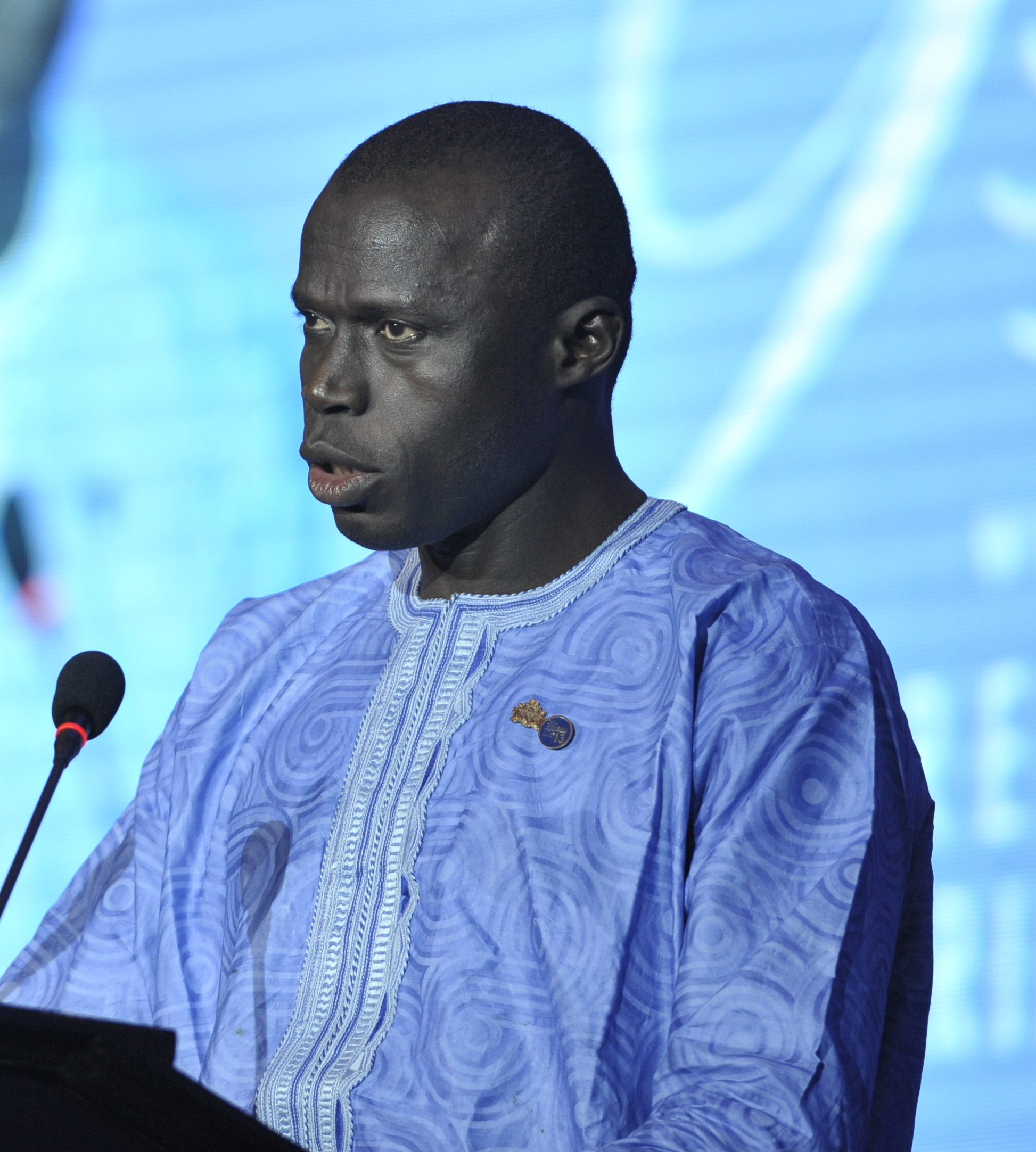
Abdou Kolley 2013.

Abdou Kolley, född 1 januari 1970 i Kembujeh, är en gambisk politiker. Han har varit finansminister (Minister of Finance and Economic Affairs), minister för handel, industri, regional utveckling och arbetsmarknad samt fiskeminister under flera perioder mellan 2007 och 2017. Han talar engelska, franska, jola, mandinka och wolof.